# Эбелинг, Матильда
Матильда Эбелинг (швед. Mathilda Ebeling, 11 октября 1826 — 1 декабря 1851) — шведская оперная певица (сопрано).

## Биография
Матильда Эбелинг родилась в 1826 г. в лене Стокгольм в семье флейтиста Юхана Людвига Эбелинга и Авроры Оливии Бьёркман. Она училась игре на пианино у Вильгельмины Юсефсон. В 1841 г. в возрасте 15 лет она дала свой первый большой фортепианный концерт в здании Шведской академии, показав себя многообещающей пианисткой. Но композитор Юхан Магнус Росен порекомендовал ей заняться пением. Она начала брать уроки пения, и в 1844 г. состоялся её дебют в Mindre teatern в опере «Фаринелли».
Пройдя годичное обучение в Королевском драматическом театре, Матильда в 1846 г. выступила в «Волшебной флейте». Опера оказалась настолько успешной, что её ставили более 100 раз, и 10 раз подряд был аншлаг. Оперный критик отозвался о Матильде Эбелинг как о яркой звезде с полным голосом, чувством музыки и способностью к глубокому восприятию. Её даже сравнивали с другой известной оперной певицей Йенни Линд. В дальнейшем Матильда продолжала петь в разных операх: исполняла роли донны Анны в «Дон Жуане», Агаты в «Вольном стрелке», Адальджизы в «Норме», графини Розины Альмавивы в «Свадьбе Фигаро». Однако из-за болезни Матильда была вынуждена прервать карьеру певицы.
В 1848 г. Матильда поехала в Париж учиться у Мануэля Гарсиа. Она выступала в Германии, пока её жизнь не оборвалась в 1851 г.